# 斯馬斯波嫩冰原島峰
72°0′S 3°55′E / 72.000°S 3.917°E
斯馬斯波嫩冰原島峰，是南極洲的冰原島峰，位於毛德皇后地的瑪塔公主海岸，屬於穆利格-霍夫曼山脈的一部分，處於斯托爾斯波嫩冰原島峰西北面，挪威探險隊根據測量和空中照片被繪入地圖，現時由南極條約體系管理。